# Anders Runesson
Anders Runesson (* 1968 in Åhus) ist ein schwedischer evangelischer Theologe.

## Leben
Runesson schloss 1995 sein Studium an der Universität Lund mit einem Kandidatexamen und 1997 mit einem Licentiatexamen ab. Von 2003 bis 2015 lehrte er als Professor für Neues Testament und Frühes Judentum an der McMaster University in Hamilton (Ontario). Während dieser Zeit lebte er mit seiner Familie in Toronto, wo seine Frau Anna Runesson Pastorin der Schwedischen Kirche war.
Seit 2015 ist Runesson Professor für das Neue Testament an der Universität Oslo.

## Schriften (Auswahl)
- The origins of the synagogue. A socio-historical study. Stockholm 2001, ISBN 91-22-01946-4.
- The ancient synagogue from its origins to 200 C.E. A source book. Leiden 2008, ISBN 978-90-04-16116-0.
- O att du slet itu himlen och steg ner! Om Jesus, Jonas Gardell och Guds andedräkt. Skellefteå 2011, ISBN 91-7580-523-5.
- Divine wrath and salvation in Matthew. The narrative world of the first gospel. Minneapolis 2016, ISBN 0-8006-9959-9.